# Флюгування

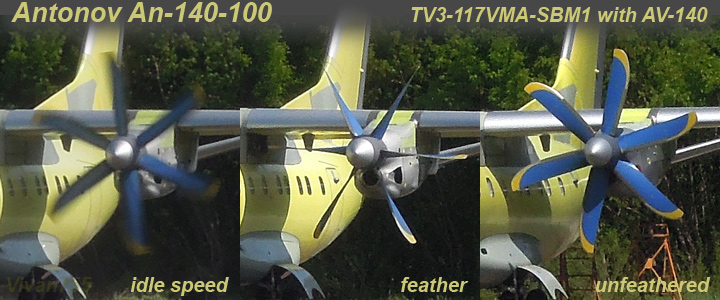
Зупинка з флюгуванням і розфлюгуванням гвинта АВ-140 літака Ан-140-100

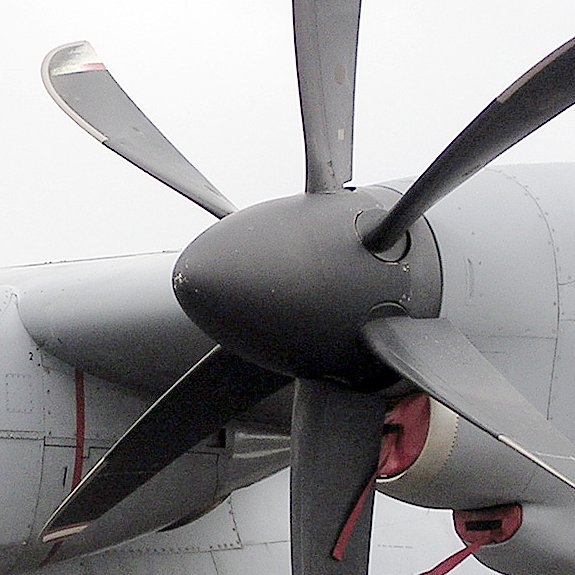
Гвинт Hercules C.4 Королівських ВПС у зафлюгованому положенні

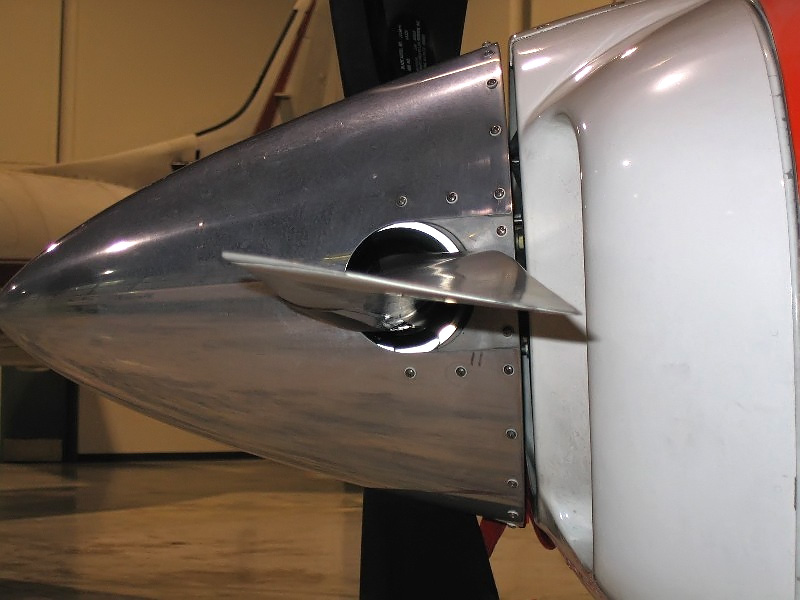
Зафлюгований повітряний гвинт

Флюгування гвинта — поворот (під час польоту літака) лопатей повітряного гвинта регульованого кроку в такий стан, при якому запобігається авторотація гвинта, а внесок гвинта в лобовий опір літак стає мінімальним. Необхідний ефект досягається при куті установки лопатей (щодо площини обертання) близько 85—90°. Застосовується у випадках, коли необхідно мінімізувати опір після відмови двигуна в польоті..
Виведення лопатей у флюгерне положення зазвичай проводиться гідроприводом, двигун (циліндр) якого знаходиться безпосередньо у гвинті, а насос встановлений поза гвинтомоторною групою і є автономним, бо його робота потрібна вже після відмови двигуна. Наприклад, на поршневому літаку Іл-14, на якому стоять дві гвинтомоторні групи, кожна з яких складається з двигуна АШ-82Т і гвинта АВ-50, робочі положення лопатей — 22—46° стосовно площини обертання, флюгерне — 94°, рідина (моторне мастило) для управління гвинтом при флюгуванні подає спеціальний флюгер-насос «431» з двигуном постійного струму 27 В — по одному на ВМГ.
На Іл-14 Управління флюгуванням-розфлюгуванням ручне, але на багатьох літаках при відмові двигуна в польоті флюгування відбувається автоматично, наприклад, на Іл-18 або Ан-12 (чотири двигуни АІ-20) — за сигналом встановленого в редукторі вимірювача крутного моменту ІКМ, при відмові двигуна його крутний момент різко падає аж до негативного.
Через відмову системи флюгування на одному з двох двигунів зазнав аварії на зльоті один з двох експериментальних літаків Ан-70 — через негативну тягу гвинта, що незафлюгувався політ на двох двигунах, що залишилися, став неможливий.